# Pseudhammus rousseti
Pseudhammus rousseti là một loài bọ cánh cứng trong họ Cerambycidae.